# رولاند هويل
رولاند هويل (بالإنجليزية: Roland Howell)‏ هو لاعب كرة قاعدة أمريكي، ولد في 3 يناير 1892 في Napoleonville, Louisiana ‏ في الولايات المتحدة، وتوفي في 31 مارس 1973 في باتون روج في الولايات المتحدة.

## وصلات خارجية
- رولاند هويل على موقعبيزبول رفرنس.كوم (الدوري الرئيسي) (الإنجليزية)